# Thomas Hemerford
Thomas Hemerford (Dorset, 1554 – Tyburn, 12 febbraio 1584) è stato un presbitero inglese, giustiziato nei pressi di Londra sotto Elisabetta I Tudor. Dichiarato martire della fede cattolica, è stato beatificato da papa Pio XI nel 1929.

## Biografia
Originario del Dorset, studiò diritto civile a Oxford conseguendo il grado di baccelliere.
Al diffondersi delle idee riformate in Inghilterra, emigrò prima a Reims e poi a Roma, dove fu alunno del Venerabile Collegio Inglese. Nel diario dell'istituto è descritto come di bassa statura, con barba scura e aspetto severo, ma di dolci disposizioni, molto piacevole ed esemplare nelle conversazioni.
Ricevette l'ordine sacro nel 1583 e tornò in Inghilterra; poco dopo il suo arrivo, fu denunciato come sospetto sacerdote cattolico e arrestato.
Fu rinchiuso nella fossa della torre delle prigioni di Marshalsea insieme con gli altri sacerdoti John Nutter e George Haydock.
Condannato a essere impiccato, sventrato e squartato il 7 febbraio 1584, la sentenza fu eseguita il 12 febbraio successivo a Tyburn.
Insieme con lui furono messi a morte James Fenn, John Nutter e John Munden.

## Il culto
È il capofila dei 107 martiri dell'Inghilterra e del Galles beatificati da papa Pio XI il 15 dicembre 1929.
Il suo elogio si legge nel martirologio romano al 12 febbraio.